# Tania León
Tania León (La Habana, 14 de mayo de 1943) es una directora de orquesta y compositora cubana. También es educadora y asesora de organizaciones artísticas.

## Biografía
Justina Tania León es hija de Oscar León y Dora Ferrán.
Desciende de franceses, españoles, chinos, africanos y cubanos.
Alentada por sus abuelos, cuando tenía 4 años de edad comenzó a tomar clases de piano en el conservatorio privado Peyrellade, en La Habana.

Mi abuelo me compró un piano de verdad cuando yo tenía 5 años de edad. Hay que estar loco para hacer eso.
Tania León

En 1961 obtuvo un título de profesora de teoría y solfeo en esa escuela. En 1963 ―a los veinte años de edad― obtuvo el profesorado de piano. Siguió estudiando composición en el Conservatorio Nacional de Cuba, en La Habana, donde al año siguiente (1964) obtuvo una licenciatura en educación musical. Por si su carrera musical no fructificaba, sus padres la convencieron de estudiar contabilidad y administración de empresas en la gratuita Universidad de La Habana, donde obtuvo un título al año siguiente (1965).
En 1967 decidió irse de Cuba para estudiar. Su abuela ―que había sido la principal promotora de sus inicios en la música―, le pidió que se quedara:

Le dije que tuviera fe, que yo volvería como músico. Nunca olvidé esa conversación.
Tania León

A pesar de que quería viajar a París, ese año (1967) obtuvo un pasaje gratuito en avión hasta Miami, en los Vuelos de la Libertad.
Después de que Tania León salió de Cuba, nunca volvió a ver a su abuela, ya que esta murió cuatro años más tarde. León ha viajado a la isla a través de los años para visitar a su madre, Dora Ferrán.
Se instaló en Nueva York, donde obtuvo una beca para estudiar en la Universidad de Nueva York. Obtuvo un título BS (en 1971), bachiller en Educación Musical (en 1973), y máster en Composición (en 1975).
Estudió
composición con Úrsula Mamlok (1928-),
dirección de orquesta con Laszlo Halasz y Vincent La Selva.
En 1978 hizo un curso de dirección de orquesta en Tanglewood (Massachusetts) con Leonard Bernstein (1918-1990) y Seiji Ozawa (1935-).

## Carrera
Mientras estudiaba composición, estudió también trombón y fagot, y continuó actuando como pianista. En 1967 y 1968 tocó con la New York College Music Orchestra, en 1969 con la Orquesta de la Universidad de Nueva York, y en 1973 con la Orquesta Sinfónica de Búfalo.
A pesar de este éxito inmediato como pianista de concierto, León sintió que su tiempo estaba monopolizado por las extensas horas que dedicaba a la práctica de su técnica. Esto contribuyó a su cambio de carrera, de intérprete a directora de orquesta.

Si hubiera continuado con el piano, no habría podido utilizar el tiempo de manera tan efectiva como lo estoy usando ahora. Tendría que haber dedicado horas y horas practicando, hasta estar segura de que mi técnica es impecable. Sin embargo técnicamente todavía puedo sentarme y tocar...
Tania León

En 1969, por invitación del bailarín Arthur Mitchell (1934-), Tania León se convirtió en miembro fundador y primer director musical del Teatro de Danza Arthur Mitchell en Harlem, donde estableció su departamento de música, su escuela de música y su orquesta.
Sus composiciones de ballet para esa compañía incluyen Haiku (1973), Dougla (con Geoffrey Holder, 1974) y Belé (con Geoffrey Holder, 1981).
En 1978, por invitación de Lukas Foss, de quien fue directora asistente, fundó junto con los compositores Julius Eastman y Talib Hakim la Brooklyn Philharmonic Community Concert Series (‘serie de conciertos de la comunidad de la Orquesta Filarmónica de Brooklyn’).
En los años ochenta fue directora musical de la Alvin Ailey Dance Company.
En 1985 fue compositora residente en el Lincoln Center Institute.
Ese años empezó a enseñar en el Conservatorio de Música del Brooklyn College, uno de los mayores colegios de la CUNY (City University of New York: Universidad de la Ciudad de Nueva York).
León trabaja también en la facultad de Centro de Graduados del CUNY, en Manhattan (Nueva York).
En 1986 fue directora musical y directora de orquesta de la serie de música contemporánea del Whitney Museum.
En 1987 fue nombrada directora artística del Composers Forum Inc. de Nueva York.
Drummin’, una obra transcultural para percusionistas indígenas y orquesta, fue encargada y estrenada en 1997 por el Miami Light Project y la New World Symphony Orchestra (‘orquesta de la sinfonía Nuevo Mundo’). Abrió sus puertas en 1999 Hammoniale Festival de Hamburgo.
En 1994, mientras era asesora artística de música latinoamericana de la ACO (American Composers Orchestra: Orquesta de Compositores Estadounidenses), cofundó con Dennis Rusell Davies los festivales «Sonidos de las Americas».
Entre 1993 y 1997 fue asesora de nueva música para Kurt Masur y la Orquesta Filarmónica de Nueva York. También se desempeñó como asesora sobre música latinoamericana de la American Composers Orchestra (orquesta de compositores estadounidenses) hasta el año 2001.
En marzo de 2001, la American Composers Orchestra estrenó en el Carnegie Hall su obra orquestal Desde...
Ha sido directora invitada de muchas orquestas en todo el mundo:
- la American Composers Orchestra Chamber Ensemble
- la Beethovenhalle Orchestra (‘orquesta sinfónica de la sala Ludwig van Beethoven), de Bonn (Alemania),
- la Filarmónica de Nueva York.
- la Gewandhaus de Leipzig (Alemania),
- la Metropolitan Opera
- la National Symphony Orchestra of South Africa (Orquesta Sinfónica Nacional de Sudáfrica), en Johannesburgo,
- la Netherlands Winds Ensemble
- la New World Symphony (‘orquesta de la sinfonía del Nuevo Mundo’).
- la New York Philarmony Orchestra
- la Opera Orchestra of Johannesburg
- la Orchester-Akademie de Hamburgo, Alemania
- la Orquesta Santa Cecilia, en Roma,
- la Orquesta Sinfónica de El Salvador
- L’Orchestre de la Suisse Romande[7]
- el Netherlands Wind Ensemble (ensamble de vientos de los Países Bajos), en Holanda

Ha sido compositora residente en diversos centros, entre otros:
- National Black Music Festival
- Centro Bellagio (Italia).
- Hamburg Musikschule
- The New School (Nueva York).
- Scripps College
- Clerenmont (California).
- Fromm Residency (Roma).
- Atlantic Center for the Arts (Florida).

En 1994, la Bienal de Múnich (Alemania) le encargó una ópera. Tania León presentó Scourge of hyacinths (‘plaga de jacintos’), basada en el radioteatro del escritor y premio nobel Wole Soyinka. Con esa obra ganó el premio BMW a la mejor ópera nueva. Dirigida y diseñada por Robert Wilson con la dirección orquestal de León, se ha presentado más de 22 veces en Alemania, Suiza, Francia y México.
La cantante Dawn Upshaw grabó el aria «Oh, Iemanshá» de la Plaga en su cedé The world so wide (de la discográfica Nonesuch).
La composición de León Horizons, escrita para la Orquesta Sinfónica NDR de Hamburgo (Alemania), se estrenó en el festival Hammoniale de julio de 1999, dirigida por Peter Ruzicka. En agosto de 2000 se estrenó en Estados Unidos en el Festival de Música de Tanglewood, dirigida por Stefan Asbury. En marzo de 2002, Tania León la dirigió con la Orquesta Sinfónica de Nancy (Francia).
Las obras grabadas por León incluyen
Batá, por la Fundación Orquesta Filarmónica, dirigida por David Snell y producida por George Martin (1926-);
Indígena, una colección de música de cámara de León;
Carabalí (y Batá) en la discográfica First Edition Records, de la Louisville Orchestra;
Ritual, para piano solo, y su arreglo de la canción El manisero, de Moisés Simons (1889-1945) para Chanticleer.
Tania León utilizó poemas del galardonado poeta cubano-estadounidense Carlos Pintado para crear Rimas tropicales. En junio de 2011, el coro San Francisco Girls Chorus ―uno de los conjuntos vocales más respetados del mundo, cinco veces ganador del premio Grammy― realizó su estreno mundial.

## Premios, honores y reconocimientos
En 1998, Tania León recibió el premio New York Governor’s Lifetime Achievement Award (‘premio del gobernador de Nueva York a la trayectoria de toda una vida’).
Ha recibido doctorados honorarios de la Colgate University (Universidad de Colgate, 1999) y el Oberlin College (Colegio Oberlin) y premios de la American Academy of Arts and Letters (Academia Estadounidense de las Artes y las Letras), la National Endowment for the Arts (Fundación Nacional para las Artes), la Chamber Music America (Música de Cámara de Estados Unidos), NYSCA (New York State Council on the Arts: Concilio de Artes del Estado de Nueva York), el Lila Wallace/Reader's Digest Fund, ASCAP (American Society of Composers, Authors and Publishers: Sociedad Estadounidense de Compositores, Autores y Editores), Meet the Composer (‘conoce al compositor’), y la Fundación Musical Koussevitzky, entre otros.
En 1998, ocupó la residencia Fromm en la Academia Estadounidense en Roma.
León también ha sido residente en Yaddo (patrocinada por una beca de la MacArthur Foundation), y en el Centro Bellagio de la Fundación Rockefeller en Italia. También ha sido conferencista visitante en la Universidad de Harvard, profesora visitante en la Universidad Yale y la Musikschule, en Hamburgo (Alemania).
En 2000, fue nombrada profesora Claire and Leonard Tow en el Conservatorio de Música del Brooklyn College, donde ha enseñado desde 1985.
León ha sido el tema de programas televisivos en ABC, CBS, CNN, PBS, CNN, Univisión (apareció en la serie Orgullo hispano que elogia a los estadounidenses de origen latinoamericano cuya contribución en la sociedad ha sido invaluable), Telemundo, y en películas independientes.
- 1991: American Academy and Institute of Arts and Letters
- 1992 y 1995: Meet the Composer/Reader’s Digest Commission
- 1993: American Academy of Arts and Letters recording Grant
- 1994: New York State Council Award for the Arts Commission
- 1997: The American Music Center’s Letter of Distinction

En 2010 se ejecutaron sus obras en Cuba por primera vez en la segunda edición del festival Leo Brouwer de Música de Cámara, organizado por Leo Brouwer (1939-), reconocido compositor y director de orquesta cubano.
En una sesión titulada «Las mujeres cubanas en otras tierras» se presentaron Alma (composición para flauta y piano), de 2007, y Arenas d’un tiempo.
El festival se llevó a cabo en el histórico Convento de San Francisco de Asís, de La Habana Vieja.
Estuvo presente la madre de León, Dora Ferrán, de 85 años de edad en ese momento.
En 2010, su obra «To and fro (4 moods)», del cedé Sonidos cubanos, recibió un premio Latin Grammy Award en el rubro mejor composición clásica contemporánea.
En 2021, León fue ganadora del Premio Pulitzer de Música, por su obra Stride, la cual fue estrenada en febrero de 2020 en el Lincoln Center. El jurado calificó a la obra como: "Un viaje musical lleno de sorpresas, con poderosos metales y motivos rítmicos que incorporan las tradiciones de la música negra de los Estados Unidos y el Caribe en un tejido orquestal occidental".
En 2024, recibió el XIX Premio SGAE de la Música Iberoamericana Tomás Luis de Victoria. Siendo la primera mujer en recibir dicho premio. El jurado que se lo otorgó lo hizo en "atención a su experiencia artística que se proyecta como paradigma de comprensión y diálogo intercultural, junto a los exilios externo e interno que, como cubana en los Estados Unidos, han marcado su producción compositiva de alto reconocimiento internacional, así como a su posición como ser humano ante las coordenadas vitales por las que ha discurrido su trayectoria".

## Obras[3][6][15]

### Obras de cámara
- 1970: Tones (ballet), orquesta de cámara
- 1972: The beloved (ballet, en colaboración con Judith Hamilton), gran ensamble mixto
- 1973: Haiku (ballet), ensamble de percusión, y gran ensamble mixto
- 1979: Latin lights, para conjunto de cámara
- 1980: Maggie Magalita, gran ensamble mixto; música incidental para la obra de teatro de Wendy Kesselman
- 1980: Pet’s suite, flauta y piano
- 1981: Belé (ballet), orquesta de cámara
- 1981: Permutation seven, para flauta, clarinete, trompeta, violín y violonchelo
- 1981: Sonata para violonchelo, para violonchelo y piano
- 1983: Ascend, para cuatro cornetas, tres trombones, tuba y tres percusionistas
- 1983: Four pieces for cello solo, violonchelo solo
- 1984: ¡Paisanos semos! (We’s hillbillies), guitarra sola
- 1985: Permutación seven, versión para conjunto de cámara y público
- 1986: A la par, para piano y percusión
- 1988: Parajota delaté, para flauta, clarinete, violín, violonchelo y piano
- 1988: Parajota delaté, versión para flauta, oboe, clarinete, fagot y piano
- 1989: Journey, para violín, arpa y flauta
- 1990: To and fro, para violín y piano
- 1991: Indígena, para orquesta de cámara
- 1992: Arenas de un tiempo, para clarinete, violonchelo y piano
- 1992: Crossings, para corneta, cuatro trompetas, cuatro trombones y tuba
- 1993: Son sonora, para flauta y guitarra
- 1994: Sin normas ajenas, para conjunto de cámara
- 1995: Hechizos, para gran orquesta de cámara
- 1996-1997: De color, para violín
- 1997: Saoko, para metales
- A la par, piano y percusión
- Acana, orquesta de cámara
- Ascend, ensamble de metales
- De color, violín and marimba
- De memorias, quinteto de vientos
- Dougla, gran ensamble mixto
- Drummin' orquesta de cámara
- Entre nos, clarinete, fagot y piano
- Esencia, cuarteto de cuerdas
- Indígena, gran ensamble mixto
- Parajota delate, quinteto mixto
- Permutation seven, sexteto mixto
- Pet’s suite, flauta y teclados
- Saoko, quinteto de metales
- Sin normas ajenas, gran ensamble mixto
- Son sonora, flauta y guitarra
- 1982: The golden windows, obra de teatro de tres actos, de Robert Wilson; para gran ensamble mixto.[16]

### Obras orquestales
- 1980: Concerto criollo, piano, timbal solo (u ocho timbales) y orquesta
- 1980: Pet’s suite
- 1985: Batá
- 1988: Kabiosile, piano y orquesta
- 1991: Carabalí, extravaganza orquestal con ritmos cubanos, y timbre tipo Stravinsky
- 1994: Para viola y orquesta, viola sola y orquesta
- 1995: Seven spirituals, para violín y orquesta
- Desde...
- Horizons
- 2019: Stride, para orquesta sinfónica

### Obras vocales
- 1974: Namiac poems, para solista, coro y orquesta.
- 1975: Spiritual suite, para solista, coro, narrador y conjunto instrumental mixto.
- 1980: I Got Ovah, para soprano, piano y percusión
- 1982: De orishás, ensamble vocal (6 a 12 cantantes).
- 1987: Pueblo mulato, para soprano, oboe, guitarra, contrabajo, percusión y piano
- 1988: Heart of Ours: A Piece, para coro masculino, flauta, cuatro trompetas y dos percusionistas; con texto de.
- 1989: Batey, para conjunto vocal y percusión, en colaboración con el pianista dominicano Michel Camilo.
- 1990: Journey, para soprano, flauta y arpa
- 1990: To and fro, para mezzosoprano y piano
- 1994: Or like a..., para barítono, violonchelo y percusión
- 1996: Singin’ sepia, para clarinete, violín y piano a cuatro manos
- 1997: Bety Neals
- 1997: Sol de doce; para ensamble vocal (6 a 12 cantantes); texto: Pedro Mir
- Drume negrita, coro mixto
- El manisero, coro mixto
- Ivo, Ivo, voz aguda y ensamble
- Oh Iemanshá (Mother's Prayer), voz media y ensamble

### Piano solo
- 1966: Ensayos sobre una toccata
- 1966: Preludio n.º 1 («Sorpresa»).
- 1966: Preludio n.º 2 («Pecera»).
- 1987: Ritual
- 1987: Homenaje a Prokofiev
- Momentum

### Ópera
- 1974: La ramera de la cueva (teatro musical), texto: M. Pena,
- Sailor’s boat (teatro musical),
- 1994: Scourge of Hyacinths, ópera en dos actos; texto: Wole Soyinka

## Películas
- 1993: The sensual nature of sound. 4 composers: Laurie Anderson, Tania León, Meredith Monk, Pauline Oliveros. Dirigida por Michael Blackwood.

## Discografía
Varias de sus obras han sido grabadas por las siguientes empresas discográficas:
- Albany Records
- Composers Recordings Incorporated
- First Edition Recordings
- Leonarda Records
- Mode
- Newport Classics
- Nonesuch
- Opus One Label
- Teldec